# エイシンデピュティ
エイシンデピュティ (Eishin Deputy) とは日本の競走馬である。馬名は冠名の「エイシン」と父・フレンチデピュティの馬名の一部からとった「デピュティ」が由来となっている。

## 経歴

### 3歳、4歳
2005年、3歳時の4月24日にデビューし、3戦目で初勝利を挙げた。しかしオープン入りまでは時間を費やした。

### 5歳
2007年、3月25日の心斎橋ステークスを勝ってオープン入りを果たすと次走4月21日のオーストラリアトロフィー、さらに6月10日のエプソムカップ（GIII）も制し3連勝で重賞初制覇を果たした。
その後休養を挟み秋の緒戦として10月7日の毎日王冠に参戦したが、こちらは8着。続く天皇賞（秋）にも参戦し8位入線となるが直線で外側に斜行し、他馬の走行を妨害したとして14着に降着となった（この詳細はについては別段にて後述する）。
しかしその後、鳴尾記念で巻き返しを見せ2着となった。

### 6歳

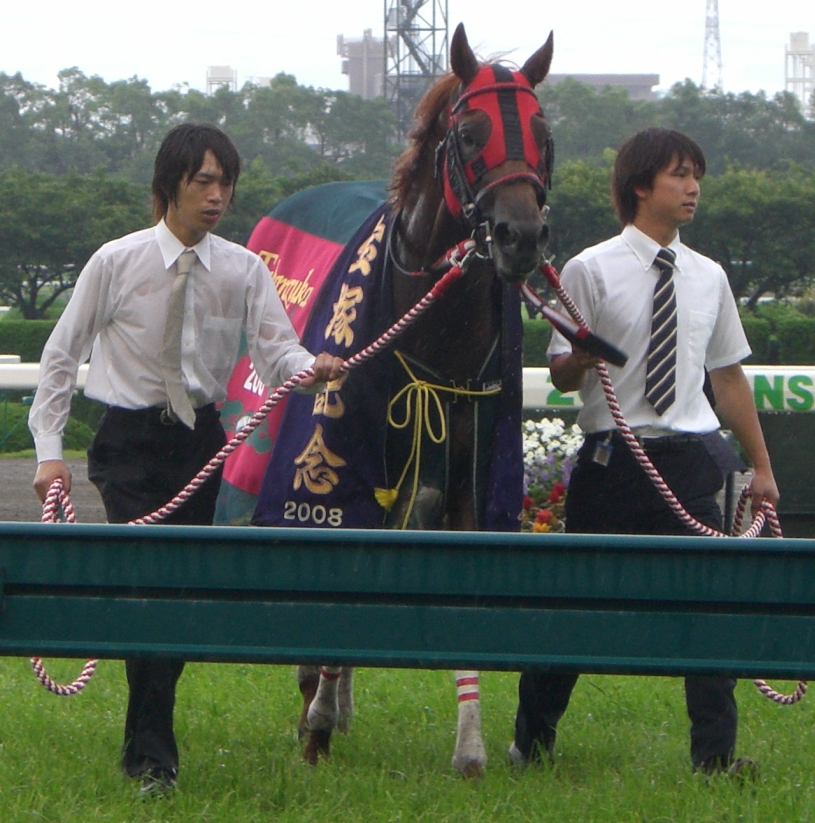
2008年宝塚記念

2008年、京都金杯で勝利し重賞2勝目を挙げた。京都金杯後にドバイデューティーフリーへの出走登録を行ったが出走は回避した。さらに1月22日に締め切られたアジアマイルチャレンジのシリーズ登録も行った。その後東京新聞杯に出走するが、7着に敗れた。しかし続いて出走した大阪杯では、メイショウサムソンやアサクサキングスなどに先着し2着だった。さらに5月31日、中京競馬場での金鯱賞では、マンハッタンスカイ、カワカミプリンセスなどを引き離して逃げ切り勝ちを収めた。
金鯱賞出走後、調教師の野元昭は「次は宝塚記念に出します」と夏のグランプリレース参戦を宣言した。そして6月29日、雨まじりの阪神競馬場で行われた宝塚記念では、好スタートからハナに立つと、最後の直線走路で追いすがる1番人気メイショウサムソンをアタマ差しのぎ、初のGI制覇を飾った。
9月24日、右前脚の球節を痛めたため、予定されていた11月2日に東京競馬場で行われる天皇賞（秋）への出走を断念することが明らかになった。ただ症状は軽症で軽い運動は行われており年末の有馬記念での復帰へ向けて順調に調整されていたが、12月24日の調教中に右前脚の繋靱帯炎を発症し、翌12月25日に同レースを回避することとなった。

### 7歳
1年3か月の休養を終えて、2009年9月27日のオールカマーで復帰。レースでは2番手で追走したが、直線で失速し14着と大敗した。続く天皇賞（秋）では逃げを打つも直線で後退し9着に敗れた。続くジャパンカップでは3番手追走も直線で一杯になり6着に敗れた。
しかし入線後に右前脚の繋靱帯炎を再発。2009年限りでの引退、種牡馬入りが既定路線だったことから、ジャパンカップを最後に引退し、12月10日付で競走馬登録を抹消された。

## 競走成績
| 年月日 | 年月日 | 年月日 | 競馬場 | 競走名          | 格       | 頭 数 | 枠 番 | 馬 番 | オッズ （人気） | オッズ （人気） | 着順  | 騎手         | 斤量 | 距離（馬場）  | タイム （上り3F） | タイム 差 | 勝ち馬/（2着馬）       |
| 2005   | 4.     | 24     | 京都   | 3歳未勝利       |          | 16    | 7     | 13    | 04.9            | 0（2人）        | 04着  | 野元昭嘉     | 56   | ダ1200m（良） | 1:14.0（37.7）    | 1.1       | アドマイヤイチ         |
|        | 5.     | 7      | 新潟   | 3歳未勝利       |          | 15    | 8     | 15    | 01.9            | 0（1人）        | 03着  | 野元昭嘉     | 56   | ダ1200m（稍） | 1:13.1（38.1）    | 0.4       | アーマメント           |
|        | 5.     | 28     | 中京   | 3歳未勝利       |          | 16    | 5     | 9     | 02.0            | 0（1人）        | 01着  | 安藤勝己     | 56   | ダ1000m（良） | 0:59.7（36.1）    | -0.2      | （アイティパレス）     |
|        | 6.     | 18     | 阪神   | 3歳500万下      |          | 16    | 4     | 8     | 04.4            | 0（2人）        | 05着  | 田中学       | 54   | ダ1400m（良） | 1:25.4（38.3）    | 0.6       | ミッキーシャーマン     |
|        | 7.     | 17     | 小倉   | 有田特別        | 500万下  | 17    | 1     | 1     | 04.1            | 0（2人）        | 10着  | 安藤勝己     | 54   | 芝1200m（良） | 1:09.0（35.2）    | 0.8       | オメガスピリット       |
| 2006   | 1.     | 15     | 京都   | 4歳500万下      |          | 15    | 5     | 8     | 09.5            | 0（4人）        | 01着  | 安藤勝己     | 56   | ダ1400m（重） | 1:24.0（35.0）    | 0.0       | （ホッコーランチャー） |
|        | 2.     | 18     | 京都   | 宇治川特別      | 1000万下 | 13    | 2     | 2     | 26.2            | 0（7人）        | 04着  | 安藤勝己     | 57   | 芝1400m（良） | 1:23.4（35.2）    | 0.7       | マイケルバローズ       |
|        | 3.     | 12     | 阪神   | 須磨特別        | 1000万下 | 15    | 6     | 11    | 18.8            | 0（6人）        | 03着  | 安藤勝己     | 57   | 芝1400m（稍） | 1:22.8（35.8）    | 0.3       | フィレンツェ           |
|        | 4.     | 2      | 阪神   | 播磨特別        | 1000万下 | 14    | 7     | 11    | 05.1            | 0（1人）        | 01着  | 安藤勝己     | 56   | 芝1400m（稍） | 1:25.5（38.2）    | -0.5      | （ルタンティール）     |
|        | 4.     | 29     | 京都   | 洛陽S           | 1600万下 | 15    | 8     | 15    | 18.9            | 0（7人）        | 03着  | 小牧太       | 57   | 芝1400m（良） | 1:20.5（34.1）    | 0.2       | アグネスラズベリ       |
|        | 5.     | 21     | 東京   | フリーウェイS   | 1600万下 | 18    | 2     | 4     | 05.0            | 0（3人）        | 06着  | 安藤勝己     | 57   | 芝1400m（良） | 1:22.3（34.2）    | 0.5       | ダイワメンフィス       |
|        | 11.    | 4      | 京都   | 宝ヶ池特別      | 1000万下 | 10    | 4     | 4     | 06.4            | 0（4人）        | 01着  | 安藤勝己     | 57   | 芝1600m（良） | 1:33.2（33.8）    | -0.3      | （タイキマドレーヌ）   |
|        | 12.    | 2      | 阪神   | ゴールデンHT    | 1600万下 | 14    | 8     | 13    | 05.0            | 0（2人）        | 05着  | D.ビードマン | 58   | 芝1600m（良） | 1:34.3（34.3）    | 0.2       | エイシンドーバー       |
|        | 12.    | 24     | 阪神   | サンタクロースS | 1600万下 | 18    | 2     | 4     | 04.1            | 0（1人）        | 02着  | 小牧太       | 57   | 芝1400m（良） | 1:20.3（34.1）    | 0.0       | サイキョウワールド     |
| 2007   | 1.     | 28     | 東京   | 早春S           | 1600万下 | 16    | 3     | 6     | 08.1            | 0（5人）        | 03着  | 福永祐一     | 57   | 芝1800m（良） | 1:46.4（34.3）    | 0.2       | アグネスアーク         |
|        | 2.     | 25     | 阪神   | なにわS         | 1600万下 | 16    | 5     | 9     | 03.3            | 0（2人）        | 07着  | 安藤勝己     | 57   | ダ1400m（良） | 1:24.9（38.0）    | 0.9       | トシザヘネシー         |
|        | 3.     | 25     | 阪神   | 心斎橋S         | 1600万下 | 18    | 8     | 18    | 02.9            | 0（1人）        | 01着  | 岩田康誠     | 57   | 芝1400m（良） | 1:21.6（35.3）    | -0.2      | （トウショウカレッジ） |
|        | 4.     | 21     | 京都   | オーストラリアT | OP       | 12    | 4     | 4     | 09.6            | 0（5人）        | 01着  | 岩田康誠     | 56   | 芝1800m（良） | 1:46.2（33.1）    | -0.1      | （ブラックタイド）     |
|        | 6.     | 10     | 東京   | エプソムC       | GIII     | 18    | 1     | 2     | 09.3            | 0（5人）        | 01着  | 田中勝春     | 56   | 芝1800m（稍） | 1:48.3（35.3）    | 0.0       | （ブライトトゥモロー） |
|        | 10.    | 7      | 東京   | 毎日王冠        | GII      | 14    | 4     | 6     | 11.3            | 0（4人）        | 08着  | 田中勝春     | 57   | 芝1800m（良） | 1:44.9（34.7）    | 0.7       | チョウサン             |
|        | 10.    | 28     | 東京   | 天皇賞（秋）    | GI       | 16    | 1     | 2     | 92.3            | （14人）        | *14着 | 柴山雄一     | 58   | 芝2000m（稍） | 1:59.2（35.6）    | 0.8       | メイショウサムソン     |
|        | 12.    | 8      | 阪神   | 鳴尾記念        | GIII     | 16    | 2     | 3     | 05.2            | 0（3人）        | 02着  | 岩田康誠     | 57   | 芝1800m（良） | 1:47.5（34.2）    | 0.0       | ハイアーゲーム         |
| 2008   | 1.     | 5      | 京都   | 京都金杯        | GIII     | 16    | 5     | 9     | 07.3            | 0（3人）        | 01着  | 岩田康誠     | 57   | 芝1600m（良） | 1:33.6（34.4）    | 0.0       | （アドマイヤオーラ）   |
|        | 2.     | 2      | 東京   | 東京新聞杯      | GIII     | 16    | 4     | 8     | 04.7            | 0（2人）        | 07着  | 岩田康誠     | 58   | 芝1600m（良） | 1:33.1（34.4）    | 0.3       | ローレルゲレイロ       |
|        | 4.     | 6      | 阪神   | 大阪杯          | GII      | 11    | 7     | 8     | 32.5            | 0（7人）        | 02着  | 岩田康誠     | 57   | 芝2000m（良） | 1:58.8（34.7）    | 0.1       | ダイワスカーレット     |
|        | 5.     | 31     | 中京   | 金鯱賞          | GII      | 17    | 6     | 12    | 04.6            | 0（2人）        | 01着  | 岩田康誠     | 57   | 芝2000m（稍） | 1:59.1（35.1）    | -0.2      | （マンハッタンスカイ） |
|        | 6.     | 29     | 阪神   | 宝塚記念        | GI       | 14    | 6     | 9     | 11.3            | 0（5人）        | 01着  | 内田博幸     | 58   | 芝2200m（重） | 2:15.3（37.3）    | 0.0       | （メイショウサムソン） |
| 2009   | 9.     | 27     | 中山   | オールカマー    | GII      | 15    | 4     | 7     | 18.8            | 0（5人）        | 14着  | 田中勝春     | 58   | 芝2200m（良） | 2:12.7（35.2）    | 1.3       | マツリダゴッホ         |
|        | 11.    | 1      | 東京   | 天皇賞（秋）    | GI       | 18    | 8     | 17    | 84.6            | （14人）        | 09着  | 戸崎圭太     | 58   | 芝2000m（良） | 1:58.3（34.8）    | 1.1       | カンパニー             |
|        | 11.    | 29     | 東京   | ジャパンC       | GI       | 18    | 2     | 4     | 39.0            | 0（9人）        | 06着  | 戸崎圭太     | 57   | 芝2400m（良） | 2:23.1（35.7）    | 0.7       | ウオッカ               |

※「*」は8位入線降着。

### 特徴
マイルから中距離競走での活躍が多いが、デビューしてから1年余りは1400m以下の短距離を中心に使われていた。

### 降着について
2007年10月28日に行われた天皇賞（秋）における降着については、最後の直線走路において当馬の斜行が他馬に大きく影響を与えた。この斜行により他馬が玉突きのように次々と馬体を接触させる多重のアクシデントを引き起こしたとされている。そのためこの時に騎乗していた柴山雄一は4日間の騎乗停止処分になった。ただし、この事件は内側からよれてきたコスモバルクが原因であるとの声もあり、同レースでカンパニーに騎乗していた福永祐一は「あの馬（コスモバルク）は毎回何かをやる」と同馬の悪癖を指摘している。

## 種牡馬時代
2010年より北海道新ひだか町のレックススタッドにて種牡馬となる。受胎条件50万円、または出生条件80万円に設定された。2013年に産駒がデビュー。2013年5月30日笠松競馬第1競走新馬戦でカツゲキイチバンが産駒初勝利をあげた。
2018年からは栄進牧場で繋養されることになった。
2019年に引退名馬繋養展示事業の助成対象馬となり、種牡馬を引退した。

### 主な産駒
- 2011年産
  - カツゲキイチバン（ジュニアクラウン）
- 2014年産
  - グレイトデピュティ（中京ペガスターカップ）

## 血統表
| エイシンデピュティの血統                       | エイシンデピュティの血統           | エイシンデピュティの血統 | （血統表の出典）         | （血統表の出典） |
| 父系                                           | ヴァイスリージェント系             | ヴァイスリージェント系   | ヴァイスリージェント系   | [ § 2 ]          |
| 父 *フレンチデピュティ French Deputy 1992 栗毛 | 父の父Deputy Minister 1979 黒鹿毛  | Vice Regent              | Northern Dancer          | Northern Dancer  |
| 父 *フレンチデピュティ French Deputy 1992 栗毛 | 父の父Deputy Minister 1979 黒鹿毛  | Vice Regent              | Victria Regina           |                  |
| 父 *フレンチデピュティ French Deputy 1992 栗毛 | 父の父Deputy Minister 1979 黒鹿毛  | Mint Copy                | Bunty's Flight           | Bunty's Flight   |
| 父 *フレンチデピュティ French Deputy 1992 栗毛 | 父の父Deputy Minister 1979 黒鹿毛  | Mint Copy                | Shakney                  |                  |
| 父 *フレンチデピュティ French Deputy 1992 栗毛 | 父の母*Mitterand 1981 鹿毛         | Hold Your Peace          | Speak John               | Speak John       |
| 父 *フレンチデピュティ French Deputy 1992 栗毛 | 父の母*Mitterand 1981 鹿毛         | Hold Your Peace          | Blue Moon                |                  |
| 父 *フレンチデピュティ French Deputy 1992 栗毛 | 父の母*Mitterand 1981 鹿毛         | Laredo Lass              | Bold Ruler               | Bold Ruler       |
| 父 *フレンチデピュティ French Deputy 1992 栗毛 | 父の母*Mitterand 1981 鹿毛         | Laredo Lass              | Fortunate Isle           |                  |
| 母 *エイシンマッカレン 1995 栗毛               | 母の父ウッドマン Woodman 1983 栗毛 | Mr. Prospector           | Raise a Native           | Raise a Native   |
| 母 *エイシンマッカレン 1995 栗毛               | 母の父ウッドマン Woodman 1983 栗毛 | Mr. Prospector           | Gold Digger              |                  |
| 母 *エイシンマッカレン 1995 栗毛               | 母の父ウッドマン Woodman 1983 栗毛 | *Playmate                | Buckpasser               | Buckpasser       |
| 母 *エイシンマッカレン 1995 栗毛               | 母の父ウッドマン Woodman 1983 栗毛 | *Playmate                | Intriguing               |                  |
| 母 *エイシンマッカレン 1995 栗毛               | 母の母Ladanum 1984 鹿毛            | Green Dancer             | Nijinsky                 | Nijinsky         |
| 母 *エイシンマッカレン 1995 栗毛               | 母の母Ladanum 1984 鹿毛            | Green Dancer             | Green Valley             |                  |
| 母 *エイシンマッカレン 1995 栗毛               | 母の母Ladanum 1984 鹿毛            | Gay Style                | Sir Gaylord              | Sir Gaylord      |
| 母 *エイシンマッカレン 1995 栗毛               | 母の母Ladanum 1984 鹿毛            | Gay Style                | Style                    |                  |
| 母系(F-No.)                                    | 5号族(FN:5-g)                      | 5号族(FN:5-g)            | 5号族(FN:5-g)            | [ § 3 ]          |
| 5代内の近親交配                                | Northern Dancer4×5=9.38%           | Northern Dancer4×5=9.38% | Northern Dancer4×5=9.38% | [ § 4 ]          |
| 出典                                           | 1. 2. 3. 4.                        | 1. 2. 3. 4.              | 1. 2. 3. 4.              | 1. 2. 3. 4.      |

- 母系にはオールカマーの勝ち馬であるホオキパウェーブやダイヤモンドステークス勝ち馬のトウカイトリックがいる。